# Jean-Louis Robinson
Dans le nom malgache Robinson Jean-Louis, le nom de famille précède le prénom, mais cet article utilise l’ordre habituel en français Jean-Louis Robinson, où le prénom précède le nom.
Jean-Louis Richard Robinson, né en 1952, est un homme politique malgache, médecin de formation. Il a exercé successivement le rôle de ministre de la Santé et celui de ministre de la Jeunesse, de la Culture et des Sports sous la présidence de Marc Ravalomanana, dont il est proche et a soutenu sa candidature à l'élection présidentielle de 2013. Il est par ailleurs élu député en 2007.
Le 30 octobre 2019, Jean-Louis Robinson est nommé ambassadeur de la République de Madagascar en Chine par le président Andry Rajoelina.

## Biographie
Jean-Louis Robinson est un métis franco-sino-malgache. Il possède d'ailleurs la double nationalité française et malgache. Il obtient son baccalauréat en 1970. Il étudie la médecine à l'université de Tananarive, ayant notamment pour camarade de promotion Roger Kolo, premier ministre pendant neuf mois en 2014 et 2015. 
En 2009, une crise politique éclate, qui provoque la démission de Ravalomanana, remplacé à la tête de l'État par le maire d'Antananarivo, Andry Rajoelina. Robinson, un des membres du gouvernement déchu, décide alors de partir en exil. Il ne revient à Madagascar que trois ans plus tard, en 2012. Il échoue au second tour de la présidentielle de 2013. 
Par ailleurs, il pratique le judo à haut niveau : il en est cinquième dan.

### Carrière professionnelle
En 1980, il devient médecin généraliste. Il accède à la présidence du conseil de l'ordre des médecins malgache en 1994. Il poursuit sa carrière à l'international en devenant médecin agréé des Nations unies puis représentant de Madagascar au sein du Comité exécutif de l’OMS de 2005 à 2008. Pendant son exil de trois ans, de 2009 à 2012, il se spécialise dans la médecine aérospatiale à l'université Paris Descartes. Depuis, il est membre de la Société Française de Médecine Aérospatiale

### Carrière politique
Relativement peu connu du grand public, Jean-Louis Robinson se voit confier le ministère de la Santé par Jacques Sylla sous la présidence de Marc Ravalomanana. Il devient un de ses proches et reste ministre pendant plus de quatre ans, d'abord à la Santé, puis à la Jeunesse, en remplacement de Patrick Ramiaramanana, limogé sans autre forme de procès.
Lors des élections législatives malgaches de 2007, Robinson se présente comme candidat du TiM (Tiako I Madagasikara) dans le district d’Amparafaravola, situé dans la région d’Alaotra-Mangoro, une des 22 régions malgaches. Il y obtient 44 667 voix sur 53 679 soit 83,21 % des suffrages exprimés, et est donc confortablement élu pour six ans et les élections législatives de 2013, pour lesquelles il ne se représente pas.
Candidat à l'élection présidentielle de 2013 en tant que président d'AVANA(Antoko "ny Vahoaka Aloha No Andrianina", c'est-à-dire le « parti "où le peuple est la priorité" ») qu'il a créé quelques mois auparavant, il arrive en tête à l'issue du premier tour, avec 21,2 % des voix contre 15,8 % à Hery Rajaonarimampianina. Ce très bon résultat est dû en grande partie au soutien de Marc Ravalomanana, dont le retour aux affaires est d'ailleurs un des arguments de campagne de Robinson. En effet, la candidature de l'épouse de Ravalomanana, l'ex-première dame Lalao Ravalomanana, avait été invalidée par la Cour électorale spéciale. Cependant, c'est Rajaonarimampianina qui arrive en tête du second tour, car il réussit à rassembler autour de lui plus de soutiens de poids, notamment parmi les 33 candidats du premier tour.
Le 17 janvier 2014, Jean-Louis Robinson est officiellement déclaré perdant par la Cour électorale spéciale, avec 46,51 % des suffrages contre 53,49 % pour Rajaonarimampianina. Les accusations de fraude électorale ne changeront rien à la décision de la cour. Robinson reconnaît alors sa défaite quelques jours après et assiste à l'investiture du nouveau président.
Pour peser dans l'opposition, Jean-Louis Robinson crée en février 2014 un nouveau parti, l'Alliance pour la Restauration de la Démocratie (ARD), rassemblant AVANA, 31 autres partis politiques et une vingtaine d'associations.